# Julie Allemand
Julie Allemand (ur. 7 lipca 1996 w Liège) – belgijska koszykarka występująca na pozycji rozgrywającej, reprezentantka kraju.

## Osiągnięcia
Stan na 27 czerwca 2023, na podstawie, o ile nie zaznaczono inaczej.

### Drużynowe
- Mistrzyni:
  - EuroCup (2023)
  - Belgii (2015–2017)
  - Francji (2019, 2022, 2023[3])
- Wicemistrzyni:
  - EuroCup (2015)
  - Francji (2021)
- Zdobywczyni:
  - pucharu:
    - Belgii (2015, 2017)
    - Francji (2021)

  - Superpucharu Francji (2019)
- Finalistka pucharu:
  - Francji (2022, 2023[3])
  - Belgii (2016)
- Uczestniczka międzynarodowych rozgrywek:
  - Euroligi (2015/2016)
  - Eurocup (2013–2015, 2016/2017)

### Indywidualne
- MVP Pucharu Francji (2021)
- Liderka ligi francuskiej (2023 – 6,8)[3]

### WNBA
- Finalistka pucharu WNBA Commissioner's Cup (2022)[4]
- Zaliczona do I składu debiutantek WNBA (2020)

### Reprezentacja
Seniorska
- Brązowa medalistka mistrzostw Europy (2021)
- Uczestniczka:
  - igrzysk olimpijskich (2020 – 7. miejsce)
  - mistrzostw:
    - świata (2018 – 4. miejsce)
    - Europy (2019 – 5. miejsce, 2021)

  - kwalifikacji do Eurobasketu (2017 – 3. miejsce)

Młodzieżowe
- Wicemistrzyni Europy:
  - U–16 (2011)
  - dywizji B U–18 (2013)
- Uczestniczka mistrzostw:
  - świata:
    - U–19 (2015 – 6. miejsce)
    - U–17 (2012 – 7. miejsce)

  - Europy:
    - U–20 (2016 – 5. miejsce)
    - U–18 (2014 – 5. miejsce)
    - U–16 (2011, 2012 – 4. miejsce)
- MVP Eurobasketu U–18 dywizji B (2013)
- Zaliczona do I składu Eurobasketu U–18 dywizji B (2013)